# Coeliccia galbina
Coeliccia galbina là loài chuồn chuồn trong họ Platycnemididae. Loài này được Wilson & Reels mô tả khoa học đầu tiên năm 2003.